# Assegaai

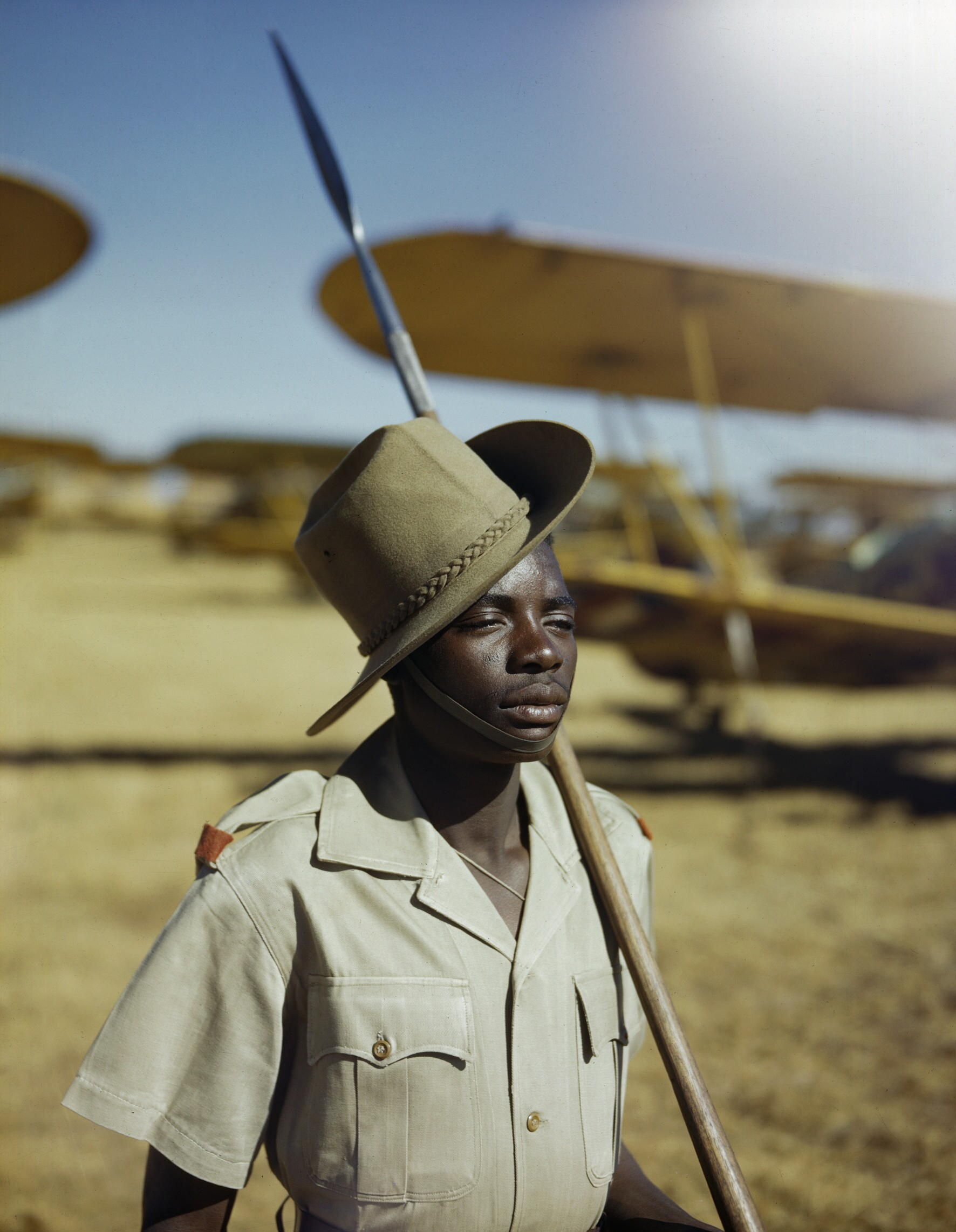
Een Askari speerdragende wachter in 1943 (Waterkloof, Pretoria, Zuid-Afrika).

Een assegaai of assagaai (< Portugees: azagaia < Arabisch: az-zaḡāya ("Moorse lans")) is de naam gegeven aan de werpspeer van Zuid-Afrikaanse stammen (in het bijzonder de Zoeloes).
Aan de zeer lichte houten schacht is meestal een bladvormige kling (18 à 32 cm lang) bevestigd. Een assegaai is gemiddeld tussen de 125 en 140 cm lang. Een assegaai met zwaardere schacht daarentegen is bedoeld om mee te stoten en te steken.